# Drzá koza
Drzá koza, též Koza-dereza (v ukrajinském originále Коза-дереза) je drobná dětská opera ukrajinského skladatele Mykoly Lysenka. Vznikla v roce 1888 pro potřeby skladatelovy vlastní rodiny a známých, nyní je oblíbeným kusem hraným na ukrajinských hudebních i běžných školách.

## Vznik a historie díla
Mykola Lysenko je považován za zakladatele ukrajinské novodobé hudby a mimo jiné i prvního autora ukrajinských oper pro děti. Lysenkovy dětské opery nejsou jen určeny dětskému divákovi, ale jsou psány přímo pro dětské herce. Libreta mu pro ně psala básnířka Ljudmyla Oleksiivna Vasylevs'ka-Berezina (1861–1927), tvořící pod pseudonymem Dniprova Čajka. Nejpopulárnější se stala hned první z nich, Drzá koza z roku 1888 na námět známé ukrajinské pohádky (bajky) se zvířecími hrdiny.
Stejně jako u ostatních dvou Lysenkových dětských oper se premiéra Drzé kozy konala v bytě Lysenkových (Rejtars'ka 12, Kyjev) – přímo ve skladatelově pracovně – a v kruhu jejich rodiny a přátel, a to v roce 1890. Hudební nastudování a klavírní doprovod vedle skladatele samotného vedla jeho žena Oľha Antoniivna Lyps'ka, účinkovaly děti Lysenků (Kateryna, Halyna a pětiletý Ostap, který zpíval roli Vlčka), jakož i děti ze spřátelených rodin Staryc'kých, Lindforsů a dalších. Režisérkou, choreografkou a kostymérkou byla dobrá známá manželů Lysenkových, mladá básnířka Lesja Ukrajinka.
Drzá koza je ryze komická, komorní opera psaná pro děti předškolního nebo mladšího školního věku. Skladatel sám ji označoval jako „operka“ nebo „komická opera“. V prologu vystupuje doprovázený sbor, herci v této části (tj. Děda a Drzá koza) hovoří v próze. Vlastní opera, líčící kozinu příhodu v liščí noře, je celá zpívaná. Monology zvířátek jsou vytvořeny na základě známých ukrajinských lidových písní, někdy i s původním textem (Ja lysyčka, ja sestryčka), většinou však s novým textem na původní lidovou melodii. Doprovod intonačně podporuje dětské hlasy a sestává v autorské verzi pouze z klavíru (teprve mnohem později při uvádění na profesionálních scénách vznikla i neautorská orchestrální varianta). Dílko je poměrně krátké, trvá asi 20 minut.
Již domácí inscenace u Lysenků měla řadu repríz a rozšířila se v okruhu jeho známých: v domě profesora historie na kyjevské univerzitě I. Lučyckého ji společně s Lysenkovými dětmi nastudovaly tři děti hostitele. V roce 1892 ji na počest Lysenkových 50. narozenin nastudovala v městečku Tyškivci rodina skladatelova přítele Volodymyra Šechevyče.
Opera byla poprvé vydána brzy po svém vzniku, totiž roku 1890 ve lvovském časopise Dzvinok; o rok později vyšla i separátním tiskem. Následovala vydání v Kyjevě (1895) a v Moskvě (1896), později bylo nové vydání připraveno ve Lvově (1923) a následovala řada dalších (nověji např. 1989 v nakladatelství Muzyčna Ukrajina), což umožnilo rychlé a široké rozšíření Drzé kozy, a to nejprve v Haliči, brzy však o na východní Ukrajině. Drzá koza se tak stala za skladatelova života fakticky jeho nejhranější operou. 25. listopadu 1903 ji za přítomnosti mnoha diváků hráli ve velkém sále Národního domu žáci školy T. Ševčenka ve Lvově k 35. výročí Lysenkovy hudební činnosti. Více než jen místní význam měla i inscenace, kterou ve vsi Zatyšne se svými dětmi i s dětmi z vesnice v letech 1907–1908 nastudoval významný představitel ukrajinského divadla přelomu 19. a 20. století, režisér, herec a organizátor Marko Kropyvnyckyj. Nákrokem k profesionálnímu představení – avšak stále se zapojením dětí – byla inscenace avantgardního kyjevského divadla „Molodyj Teatr“ režiséra Lese Kurbase (premiéra 22. dubna 1919).
V 50. letech 20. století pak bylo Lysenkovo dílo vydáno souborně, a to s řadou hudebních a textových změn a aktualizací; dětské opery vyšly roku 1954 v devátém z dvaceti svazků v hudební úpravě Mychajla Verkyvs'kého a textové Maksyma Ryls'kého. V téže době byly i Lysenkovy dětské opery orchestrovány (autorská verze je napsána jen s doprovodem klavíru). V Ryls'kého textové úpravě a v hudební úpravě a orchestraci Vasilije Pavloviče Nachabina tedy měla 2. května 1955 nová verze opery profesionální premiéru v Charkovském státním akademickém divadle opery a baletu M. V. Lysenka, dirigoval Anatolij Vasyľovyč Kalabuchin.
Díky tomu, že má krátký svižný děj, známé melodie i přitažlivé postavičky a je nenáročná na inscenování z ryze hudebního i praktického hlediska, tvoří Drzá koza dodnes na Ukrajině (případně též v Rusku) součást hudební výchovy, kdy ji hrají i nejmladší školáci. Mezi významné nedávné inscenace patří inscenace z roku 2009, kterou v Muzeu Mykoly Lysenka předvedli žáci Kyjevské střední specializované hudební školy M. V. Lysenka.
Již ve 30. a poté v 50. letech 20. století byly kyjevským rozhlasem pořízeny nahrávky Pana Kockého s účastí profesionálních zpěváků. Roku 1995 ji nahrálo znovu Deržteleradio Ukrajiny, dirigoval Svjatoslav Ivanovyč Lytvynenko.
Do češtiny ji přeložil bezprostředně po druhé světové válce Jan Branberger.

## Osoby
- Drzá koza (Koza-dereza) – soprán
- Lištička-sestřička (Lysyčka-sestryčka) – soprán
- Zajíček-lapáček (Zajčyk-lapančyk) – soprán
- Rak-Nazpátek (Rak-neborak) – alt
- Vlček-bratříček (Vovčik-bratik) – mezzosoprán
- Medvěd Mlsounek (Vedmiď-tovstolap) – hluboký alt
- Děda – baryton
- Různá lesní zvěř – dětský sbor

## Děj opery
(Introdukce-prolog, před oponou) Děda koupil v Kyjevě na trhu od židů za tři kopy kozu. Přivedl ji domů a předal ji bábě, aby ji napásla a napojila. Ta to udělala, ale když se po návratu děda kozy ptal, zda se dobře napila a nažrala, stěžovala si mu koza, že neměla více než lísteček javoru a kapku vody. Děda se rozzlobil, zbil bábu a odvedl kozu na pastvu sám. Tam se koza do sytosti napásla a napojila, ale když se vrátili, opět dědovi zapírala, že žrádlo a pití měla. Děda se rozzlobil, uvázal kozu u chlívku a už na ni hledal nůž, ale koza se vytrhla a utekla do lesa. (Sbor "Гм! Гм! У Киэві на базарі / Hm! Hm! U Kyjevi na bazari, přerušovaný mluveným dialogem.)
(Scéna – Dub a pod ním liščí nora) Před svou norou se prochází Lištička: je vždy činorodá a nyní se vydává do hájíčka natrhal kvítí, aby vyzdobila svůj příbytek (píseň Я Лиснчка, я сестричка / Ja Lysyčka, ja sestryčka). Když odejde, objeví se Koza na útěku před dědou a naříká, co si počne (Горе мені, горе / Hore meni, hore!). Uvidí Liščinu noru a schová se v ní. Liška se vrátí a chce do své chaty, Koza ji ale dupáním a trkáním zažene (Я Коза-дереза / Ja Koza-dereza). Lištička smutně odchází. Potkává Zajíčka, který se diví, kdo ji to vyhnal (dialog Добрий вечір, Лисонько / Dobryj večir, Lysoňko), jde se podívat do nory, ale i jeho Koza snadno zažene.
Lištička potkává bratra Vlka, který jí slibuje pomoci (píseň Ой, я, сірий Вовчок / Oj, ja, siryj Vovčok). Ale marně se Vlk snaží nahnat Koze strach tím, že skřípe zuby, Koza se nezalekne a vyrazí i na Vlka, který s Liškou uteče. Koza triumfuje, tancuje a zpívá (Ось вам Коза, хитра та лукава / Os vam Koza, chytra ta lukava). Pak se objeví Medvěd (píseň Ходив я, ходив по всіх пасіках / Chodyv ja, chodyv po vsich pasikach). I on chce Lišce pomoci, ale podivný rohatý tvor jej zažene stejně jako předchozí zvířata.
Až přijde malý Rak (píseň Ой, я Рак-неборак / Oj ja Rak-neborak): je to malé zvířátko, ale jak zpívá, není jen tak nějaký kozák, ale bahenní hejtman. Lištička mu nedává mnoho naděje, ale on si troufá i na Kozu a zvířátka s lesa se scházejí, aby jeho pokusu přihlížela (sbor Ходим, братця, воювати / Chodim, bratcja, vojuvaty). Koza se Rakovi směje, ale Rak se nedá zahnat jejím dupáním a trkáním, chytí ji klepetem za nohu a vytáhne z liščí nory. Teď se na ni všechna zvířata sesypou, tlučou ji a každý za jednu nohu ji odnášejí do hloubi lesa, kde ji čeká neznámý osud. Koza žalostně křičí: „Mekeke, mekeke“.